# M83 (zespół muzyczny)
M83 − projekt muzyczny Anthony’ego Gonzaleza, założony w Antibes we Francji w 1999 roku. Do 2005 roku projekt współtworzył Nicolas Fromageau. Muzyka M83 to połączenie elektroniki z muzyką rockową. Podczas występów scenicznych obok Gonzaleza występują również muzycy grający muzykę na żywo.

## Historia
Duet zadebiutował w 2001 albumem M83, który jednak przeszedł bez echa na europejskim rynku muzycznym. Kolejny album zatytułowany Dead Cities, Red Seas & Lost Ghosts z 2003 roku okazał się wielkim sukcesem i M83 stało się znane w środowisku muzycznym. Dzięki temu projekt został zaproszony do zmiksowania albumu grupy Bloc Party Silent Alarm. Muzycy miksowali również utwory takich zespołów jak Placebo, Depeche Mode czy Goldfrapp.
Tuż przed rozpoczęciem prac nad albumem Before the Dawn Heals Us zespół opuścił Nicolas Fromageau, co spowodowało, że M83 stało się solowym projektem Anthony’ego Gonzaleza. Do pracy nad trzecim albumem zaangażował muzyków rockowego zespołu Eon Megahertz. Album ukazał się w 2005 roku i odniósł kolejny sukces. Był on mieszaniną muzyki elektronicznej, post-rocka i progresywnego rocka.
W kolejnych latach Gonzalez rozpoczął eksperymenty z muzyką ambient, czego efektem był wydany w 2007 roku album Digital Shades Vol. 1, który w zamierzeniu jest początkiem serii albumów z muzyką tego typu. 
Kolejnym albumem M83 jest Saturdays = Youth, nagrany przy współpracy z Kenem Thomasem i Ewanem Pearsonem. Album ten jest bardziej zbliżony gatunkowo do dream popu czy muzyki z lat 80.
Kolejnym albumem jest wydany w 2011 roku Hurry Up, We’re Dreaming. Ten podwójny album jest mieszaniną gatunków znanych z poprzednich krążków grupy. 
W 2013 roku M83 stworzyło muzykę do filmu science fiction pt. Oblivion (Niepamięć) z Tomem Cruise'em w roli głównej, oraz niezależnej francuskiej produkcji Yanna Gonzaleza, brata Anthony'ego, zatytułowanej You and the Night. W październiku 2015 miał swoją premierę film Stefano Sollimy pt. Suburra, zilustrowany muzyką zespołu M83. Album Junk ukazał się 8 kwietnia 2016 roku. 8 marca 2019 roku ukazał się album Knife +Heart, soundtrack filmu o tym samym tytule wyreżyserowanym przez Yanna Gonzaleza, którego premiera miała miejsce festwalu filmowym w Cannes w 2018 roku.
Anthony Gonzalez współpracował z Jeanem Michelem Jarre’em nad utworem „Glory”, który pojawił się na albumie Jarre’a, Electronica 1: The Time Machine.
W marcu 2023 M83 wydał swój dziewiąty album pt. Fantasy. 

## Występy w Polsce
Zespół pięciokrotnie koncertował w Polsce. Pierwszy koncert odbył się podczas Open’er Festivalu w Gdyni w 2009 roku. Dwa kolejne koncerty miały miejsce podczas trasy promującej album Hurry Up, We're Dreaming. Wówczas zespół odwiedził w 2011 roku Katowice, gdzie zagrał w ramach festiwalu Ars Cameralis oraz w 2012 roku w lutym Poznań. Czwarty koncert miał miejsce ponownie na festiwalu Open’er w roku 2012. Ostatni koncert miał miejsce 30 czerwca na Open'er Festivalu 2016. 

## Skład zespołu (stan na 2024 rok)
Członek stały
- Anthony Gonzalez – wokal, syntezatory, gitara, produkcja (2001–obecnie)

Zespół koncertowy
- Kaela Sinclair – instrumenty klawiszowe, wokal wspierający (2016–obecnie)
- Joe Berry – saksofon, syntezatory, klawisze (2016–obecnie)
- Théophile Antolinos – gitara (2023–obecnie)
- Julien Aoufi – perkusja (2023–obecnie)
- Clément Libes – gitara basowa, skrzypce (2023–obecnie)

Byli członkowie koncertowi
- Loïc Maurin – perkusja (2009–2023)

## Dyskografia

### Albumy
- 2001 − M83
- 2003 − Dead Cities, Red Seas & Lost Ghosts
- 2005 − Before the Dawn Heals Us
- 2007 − Digital Shades Vol. 1
- 2008 − Saturdays = Youth
- 2011 − Hurry Up, We're Dreaming
- 2016 − Junk
- 2019 − "Knife + Heart" (Motion Picture Soundtrack)
- 2019 − Digital Shades Vol. II (DSVII)
- 2023 − Fantasy

### Ścieżki dzwiękowe
- 2013 − "Oblivion" (Motion Picture Soundtrack)
- 2013 − "You and the Night" (Motion Picture Soundtrack)

### Single
| Rok  | Singiel                       | Album                               |
| ---- | ----------------------------- | ----------------------------------- |
| 2002 | Slowly/Sitting                | M83                                 |
| 2003 | Run into Flowers              | Dead Cities, Red Seas & Lost Ghosts |
| 2003 | 0078h                         | Dead Cities, Red Seas & Lost Ghosts |
| 2004 | America                       | Dead Cities, Red Seas & Lost Ghosts |
| 2004 | A Guitar and a Heart"/"Safe   | Before the Dawn Heals Us            |
| 2005 | Don't Save Us from the Flames | Before the Dawn Heals Us            |
| 2005 | Teen Angst                    | Before the Dawn Heals Us            |
| 2008 | Couleurs                      | Saturdays = Youth                   |
| 2008 | Graveyard Girl                | Saturdays = Youth                   |
| 2008 | Kim & Jessie                  | Saturdays = Youth                   |
| 2008 | We Own the Sky                | Saturdays = Youth                   |
| 2010 | Black Hole                    | Singiel niealbumowy                 |
| 2011 | Midnight City                 | Hurry Up, We're Dreaming            |
| 2011 | OK Pal                        | Hurry Up, We're Dreaming            |
| 2012 | Reunion                       | Hurry Up, We're Dreaming            |
| 2012 | Steve McQueen                 | Hurry Up, We're Dreaming            |
| 2012 | Wait                          | Hurry Up, We're Dreaming            |
| 2016 | Do It, Try It                 | Junk                                |
| 2016 | Solitude                      | Junk                                |
| 2016 | Go!                           | Junk                                |
| 2019 | Temple of Sorrow              | Digital Shades Vol. II (DSVII)      |
| 2019 | Lune de fie                   | Digital Shades Vol. II (DSVII)      |
| 2023 | Oceans Niagara                | Fantasy                             |
| 2023 | Amnesia                       | Fantasy                             |